# Kosmos 2396
Kosmos 2396, ruski navigacijski satelit (globalno pozicioniranje) iz programa Kosmos. Vrste je GLONASS (Glonass br. 793, Uragan br. 793). 
Lansiran je 25. prosinca 2002. godine u 07:37 s kozmodroma Bajkonura (Tjuratam) u Kazahstanu. Lansiran je u srednje visoku orbitu oko planeta Zemlje raketom nosačem Proton-K/DM-2M 8K72K. Orbita mu je 19123 km u perigeju i 19135 km u apogeju. Orbitna inklinacija mu je 64,79°. Spacetrackov kataloški broj je 27619. COSPARova oznaka je 2002-060-C. Zemlju obilazi u 675,69 minuta. Pri lansiranju bio je mase kg.
S ovim su lansirana još dva Glonassa. Ovaj trojac povećao je postojeću zastarjelu flotu od devet svemirskih letjelica na 12 i namjeravali su u ruskom svemirskom programu povećati flotu na 18 letjelica do 2004. i do 24 u 2005. godine. Izvorna flota bila je od 24 svemirske letjelice 1980-ih. 
Više dijelova iz ove misije odvojilo se od letjelice i vratilo se u atmosferu, a kružili su u srednjoj i u visokoj orbiti, a neki su dijelovi u orbiti i danas.

## Vanjske poveznice
- N2YO.com Search Satellite Database
- Celes Trak SATCAT Format Documentation (engl.)
- Kunstman  Arhivirana inačica izvorne stranice od 12. kolovoza 2019. (Wayback Machine) Satellites in Orbit (engl.)